# 전윤수
전윤수(1971년 3월 5일 ~ )는 대한민국의 영화 감독이자 각본가이다.

## 참여 작품
감독
- 미인도 (영화)
- 식객 (영화)
- 파랑주의보